# Черемушки (Одеса)
Житловий масив «Черемушки» — назва багатоповерхового житлового району міста Одеси, який розташований на південь від житлового району «Ближні Млини». Також межує з мікрорайонами «Чубаївка», «Курсаки», «Шалімовка» та Таїрова. За чисельністю населення (близько 120 тисяч жителів) поступається лише селищам Котовського і Таїрова. Територіально входить до складу Хаджибейського району та Київського району Одеси. Межі «Черемушек» (включно з Південно-Західним масивом) проходять по вулицях Іцхака Рабіна, Євгена Танцюри, Інглезі, Космонавтів, Комарова, і Павла Шклярука, а також по Люстдорфській дорозі, Адміральському проспекті, вулицях Вадатурського та Радісній. 85 % житлового фонду «Черемушек» становлять «хрущовки». Район сформувався у 1960-70-і роки, після чого тут будуються лише поодинокі об'єкти.

## Історія

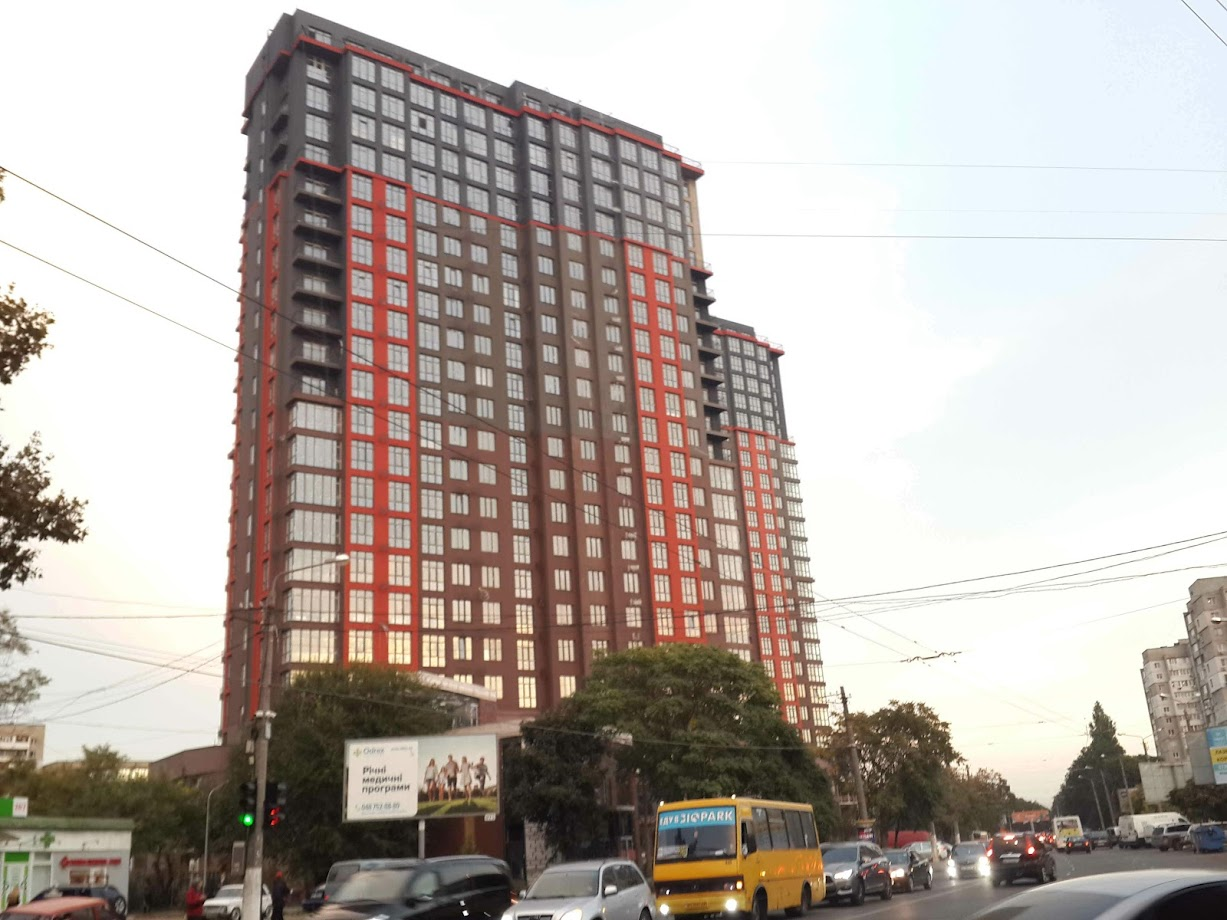
ЖБК Манхеттен на вулиці Академіка Філатова

Зі впровадженням нових технологій у будівництві у ІІ-й половині 1950-х років в Одесі повинен був з'явитися багатоповерховий житловий район нового типу. Місцем для розташування було обрано військовий полігон «Стрілецьке поле», який знаходився між Ближніми Млинами й Офіцерським селищем, також частину території нового району на 2-й станції Люстдорфської дороги займало селище індивідуальної забудови. Рішенням міського виконавчого комітету від 25 липня 1958 року (затверджене 25 грудня 1958 року) було утворено Південно-Західний житловий район, який планувалось забудувати у декілька черг. Місце мало добре розташування з погляду інфраструктури — Люстдорфською дорогою проходила трамвайна лінія, яка вела безпосередньо у старе місто.
Південно-Західний район складався з вісімнадцяти кварталів, однак у кварталі у самому центрі району було влаштовано парк імені Марка Твена. Більшість кварталів мали форму прямокутника, кожний квартал мав власний номер. Вулиця Героїв Крут існувала ще до влаштування району, первісно називалася вулиця Новоселів і належала до селища на 2-й станції Люстдорфської дороги, але згодом дістала назву вулиця Терешкової.
Будівництво почалося у квітні 1960-го року у південно-східних кварталах району, а перші жителі отримали квартири у грудні 1961 року. Перші будинки було споруджено з місцевих матеріалів (вапнякових блоків), але у 1961 році почалося будівництво Домо-будівного комбінату «Завод залізобетонних виробів № 2» міцністю 60 тис. кв. м., на якому планувалося виробляти залізобетонні блоки та панелі для масового житлового будівництва. У 1968 році більшість планів забудови району було реалізовано, подальша забудова була точковою. З 1970-х років будівництво відбувалося за новими типовими й індивідуальними проєктами, восени 1972 року було здано першу 12-поверхівку району. У 1974 році — перші 14-поверхівки району, у 1980-х роках було споруджено декілька 16-поверхівок серії ОГ-16. Також у 1970-х — 1980-х роках було споруджено багато наукових, промислових та громадських будівель і комплексів. Квартал на південь від парку Марка Твена було забудовано переважно науковими спорудами та гуртожитками; у тому ж місці з'явилися базар та хлібзавод. У 1990 — 2010-х роках продовжувалась точкова забудова району.

## Назва
Майже з самого початку утворення району у пресі район називали «Черемушками» за аналогією з однойменним районом у Москві. З певного часу ця назва стала офіційною, однак стару назву було закріплено за двома кварталами, які розташовані обабіч Люстдорфської дороги та належать до Київського району. У 2010-х роках вони мали назву: мікрорайон «Південно-західний масив».

## Транспорт

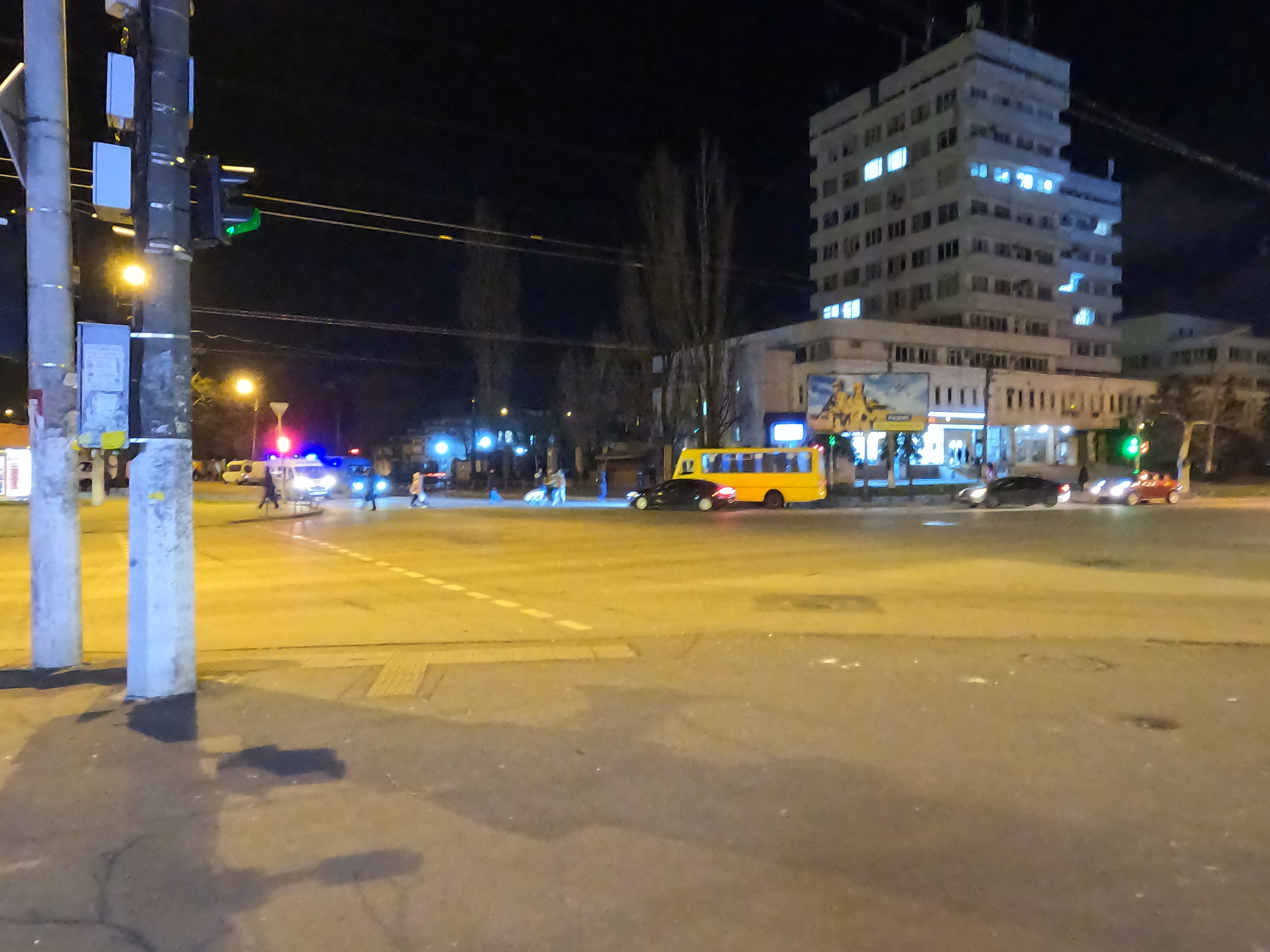
Вулиця космонавтів \ Євгена Танцюри

Окрім наявної ще за дорадянських часів трамвайної лінії на Люстдорфській дорозі, 3 листопада 1965 року було відкрито тролейбусний марштут № 6, також на Черемушках було споруджено тролейбусне депо. 22 серпня 1968 року було продовжено трамвайну лінію № 10 з Ближніх Млинів до Черемушек.

## Інфраструктура
На відміну від інших багатоповерхових районів Одеси, Черемушки характеризуються великою кількістю різноманітних закладів, особливо проєктних та наукових. У районі було споруджено Палац урочистих подій, кінотеатр «Сінема Парк», ковзанку, лікарню, поліклініки, хлібзавод, будинок редакцій газет, кредитно-фінансовий технікум (тепер — Одеський торговельно-економічний інститут КНТЕУ), будинок Меблів.

## Архітектура
Район розподілено на прямокутні квартали, лише квартал нижче Радісної вулиці та квартали біля Люстдорфської дороги мають іншу форму. Основними магістралями є Люстдорфська дорога та вулиці Космонавта Комарова, Академіка Філатова, Космонавтів. Вулиця Академіка Філатова з'єднує площі Толбухіна та Дерев'янка.

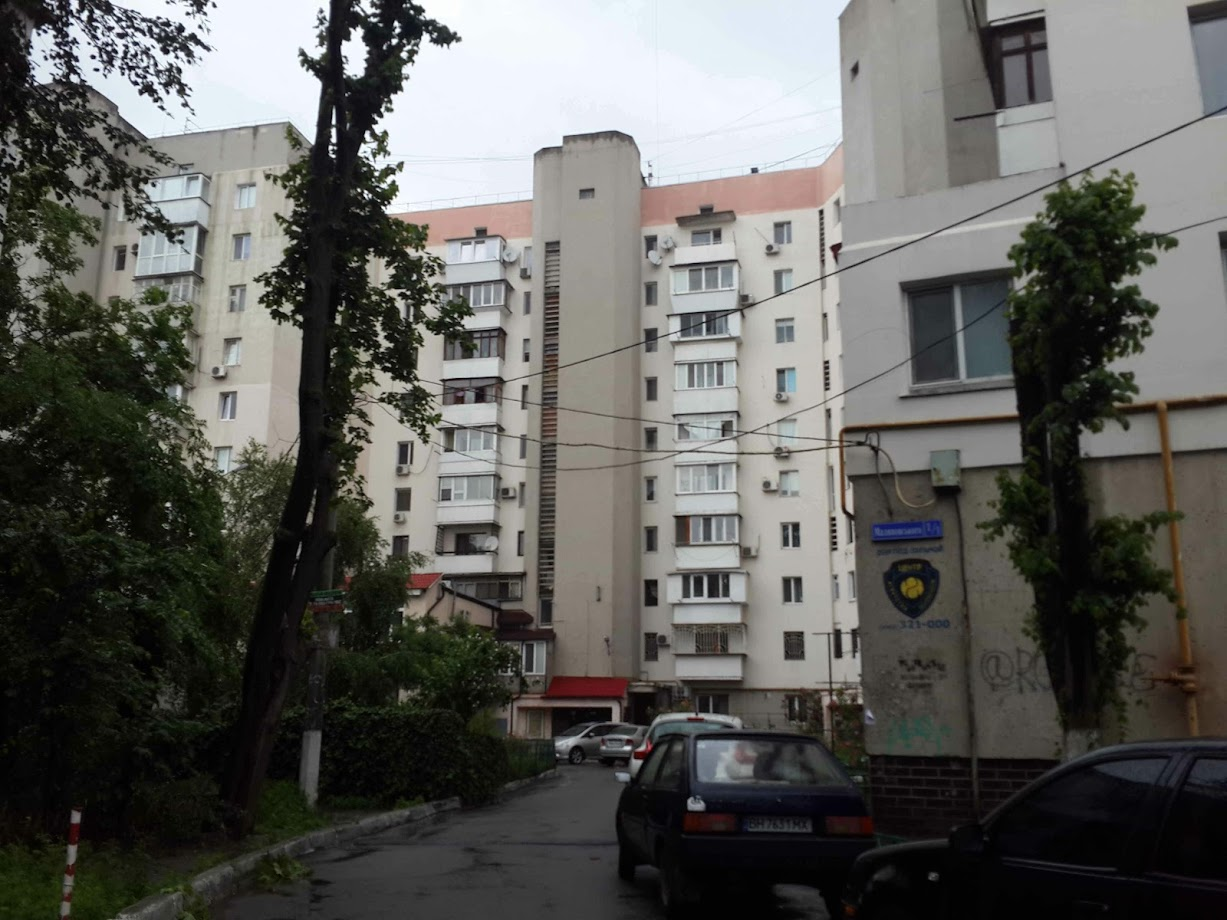
Олексія Вадатурського 1\1

Спочатку район забудовувався блоковими будинками серії 1-437, які споряджалися головним чином по периметру кварталів. Після запуску ДБК квартали забудовувались серією 1-464А, до якої належить переважна більшість будинків району. Водночас, у малих обсягах споруджувались будинки блокових серій 1-439, 1-448 та цегельної 1-438. У 1970-х також було побудовано декілька п'ятиповерхових будинків серії 1-447С та дев'ятиповерхових серії 1-464Д. Двадцятиповерховий будинок, споруджений у 1972 році, належить до московського проєкту II-18 і трапляється в Одесі в одиничній кількості. У 1980-х роках на вулиці Космонавтів було споруджено дві шістнадцятиповерхівки серії ОГ-16 та декілька дев'ятиповерхівок серії 94.

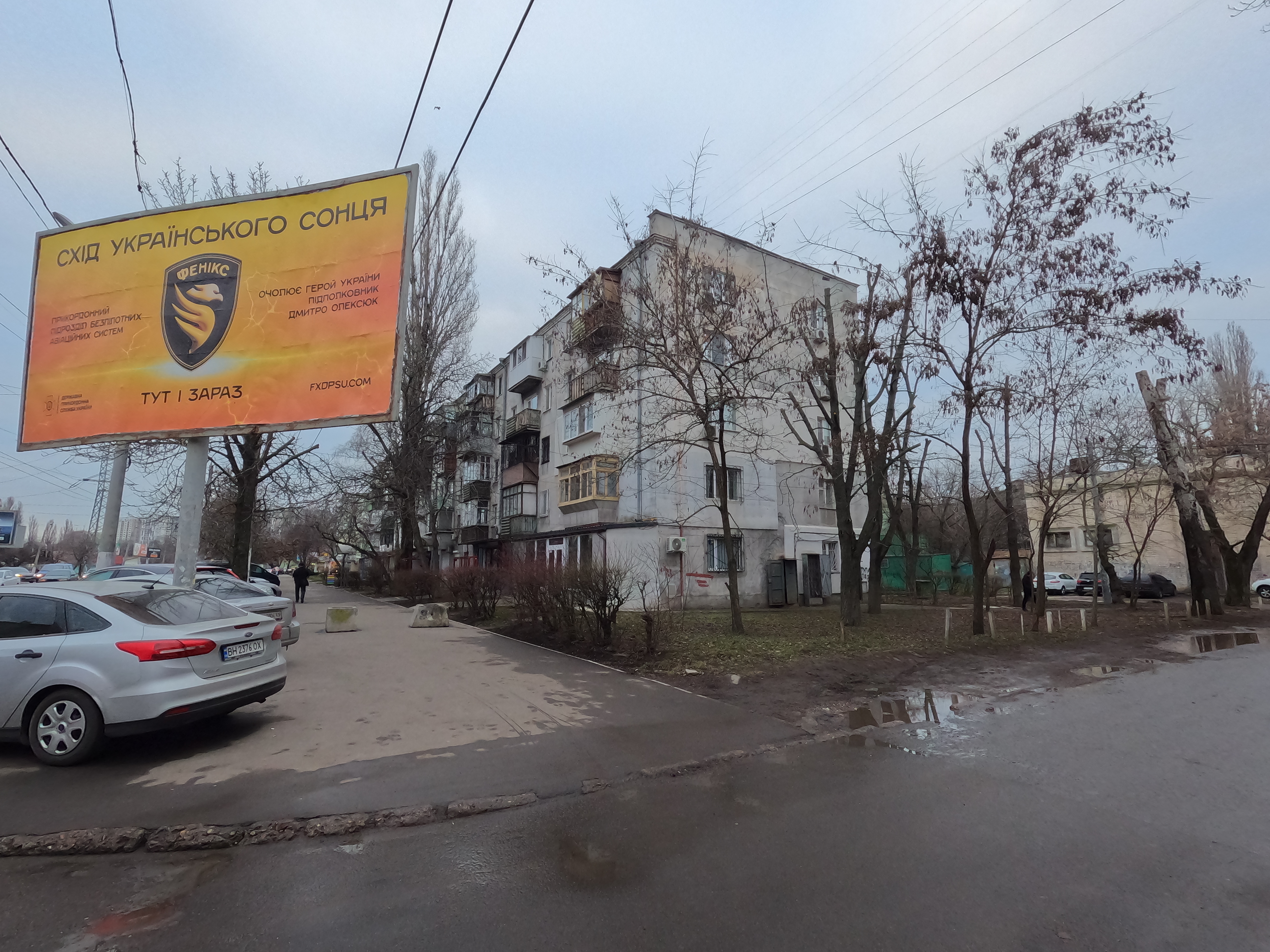
Вулиця Космонавтів номер 1

Вміст більшості кварталів є одноманітним, однак центральний квартал займає парк, у кварталі на північ від парку розташовані базар, проєктні установи, НДІ, заводи, школа-інтернат, будинок Малиновської районної адміністрації та гуртожитки. Ще одним місцем, де зосереджені гуртожитки, є Рекордна вулиця. Промислові підприємства також влаштовано у крайньому південно-західному кварталі району.